# Brent Knoll
Brent Knoll is een civil parish in het bestuurlijke gebied Sedgemoor, in het Engelse graafschap Somerset met 1271 inwoners.